# Pont de Minato
Le pont de Minato  est un pont cantilever en treillis à deux niveaux situé à Ōsaka au Japon, construit en 1974. Avec une portée principale de 510 m, c'est le troisième pont cantilever le plus grand au monde, derrière le pont de Québec et le pont du Forth.

## Descriptif
L’ouvrage est un pont en treillis à trois travées. La travée principale est un pont en treillis présentant une portée, mesurée entre appuis, de 510 mètres, l’élément de travée centrale en suspension étant long de 110 m. Les travées latérales ont 235 mètres de portée.

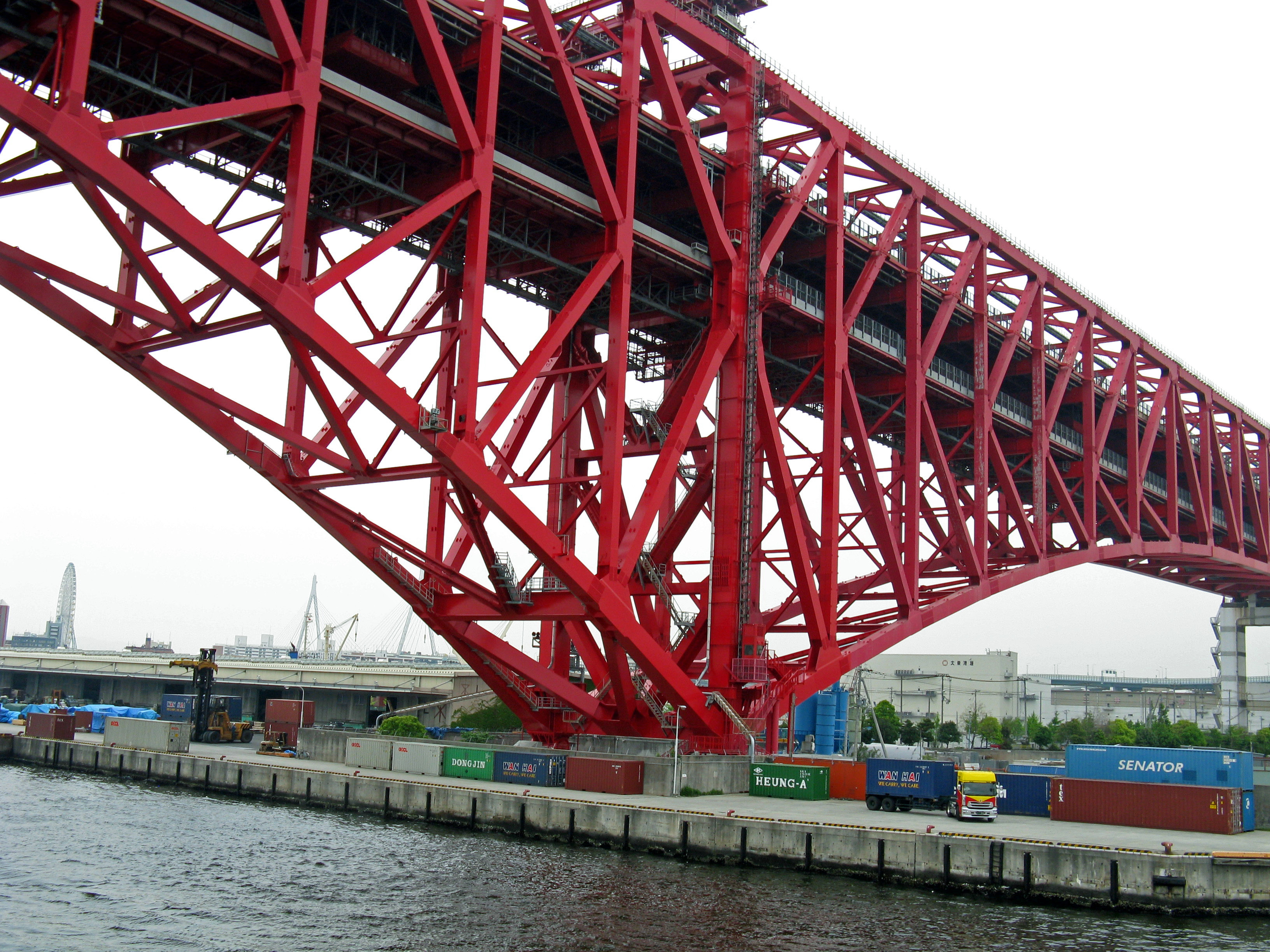
Vue rapprochée de l'ouvrage au droit d'un appui.
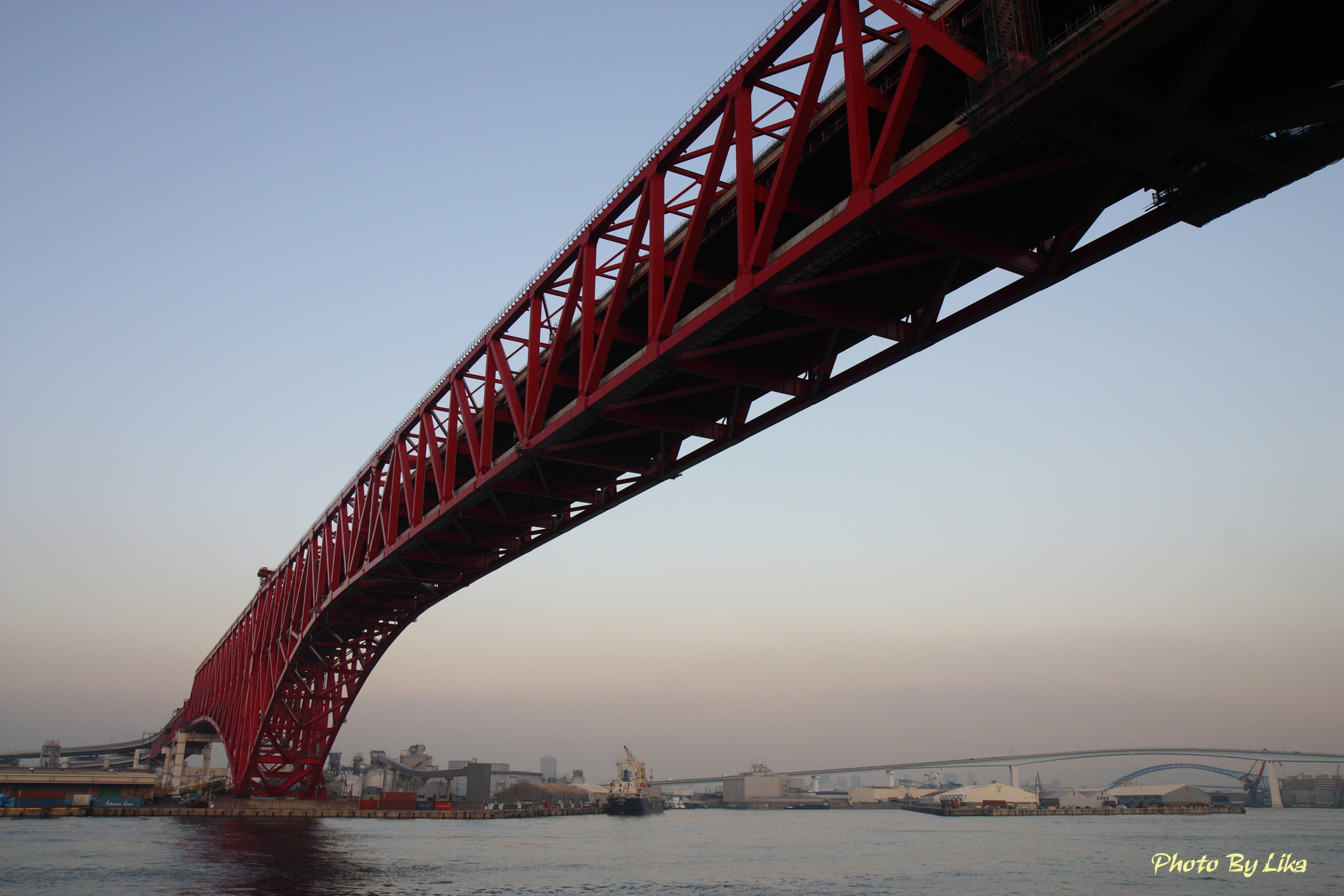
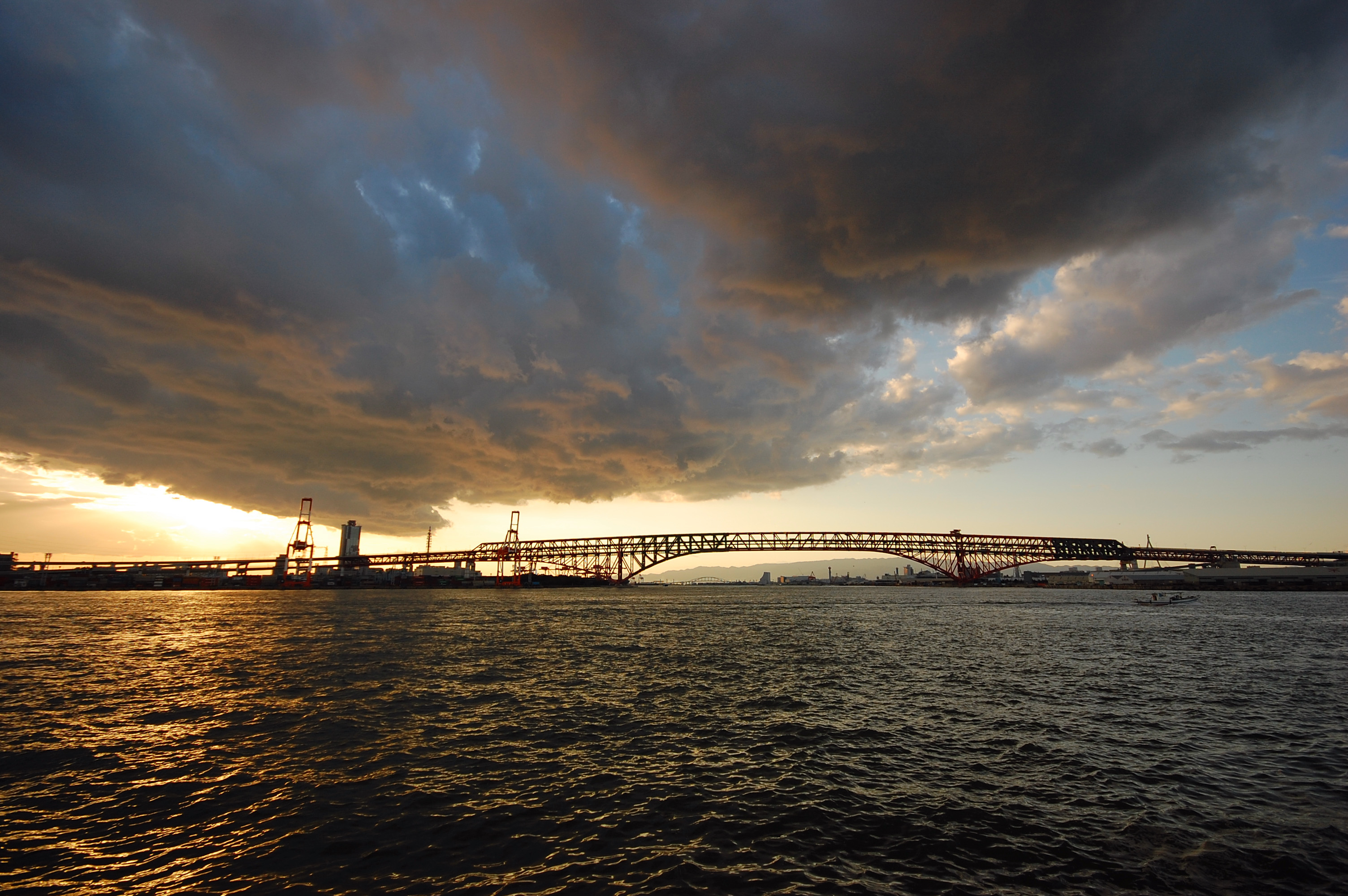